# Mas Gual (Vilaür)
Mas Gual és una masia del municipi de Vilaür (Alt Empordà) inclosa en l'Inventari del Patrimoni Arquitectònic de Catalunya. Està situada al sud del nucli urbà de la població de Vilaür, a tocar del terme. S'hi accedeix des del carrer del Rec.

## Descripció
És una masia de planta més o menys rectangular formada per diversos cossos adossats, corresponents a diferents ampliacions. El nucli original de la masia està situat a la banda de llevant i consta de tres cossos rectangulars, amb les cobertes a un sol vessant i distribuïts en una planta baixa i pis, amb una terrassa a la part superior. Davant la façana sud presenta un porxo amb teulada d'un vessant, sostingut per pilars bastits amb maons i amb un embigat de fusta interior. Les obertures presents a l'edifici són majoritàriament rectangulars, les de la façana sud bastides amb maons i les de l'est emmarcades amb carreus de pedra.
També hi ha un gran portal d'arc rebaixat bastit amb carreus ben desbastats de diverses mides. A la cantonada sud-est de la masia hi ha adossat el forn, de planta circular i construït amb pedra de diverses mides, sense desbastar, lligada amb abundant morter de calç. A la part de ponent de la masia hi ha adossats tres cossos rectangulars més, amb les cobertes de dues vessants i distribuïts en dues plantes, resultat d'ampliacions més recents.
La masia és bastida amb pedra de diverses mides lligada amb morter, amb carreus a les cantonades. Ha estat objecte d'una restauració recent.

## Història
Consta l'existència d'un antic mas documentat al segle xiii, encara que la construcció actual és del segle xvii amb reformes i ampliacions posteriors. L'edifici ha estat objecte d'una restauració recent que ha respectat el caràcter i l'estructura original.